# Sybille Schmidt
Sybille Schmidt (n. 31 august 1967, Apolda, Republica Democrată Germană, Germania) este o canotoare ce a reprezentat Germania, medaliată olimpică. A participat la o ediție a Jocurilor Olimpice (1992) în care a câștigat o medalie de aur.

## Participări
Lista de mai jos prezintă principalele competiții la care a participat Sybille Schmidt de-a lungul carierei.
- rowing at the 1992 Summer Olympics – women's quadruple sculls[*][4]